# Oued Sefioun
Oued Sefioun (în arabă وادى سفيون) este o comună din provincia Sidi Bel Abbès, Algeria.
Populația comunei este de 5.886 de locuitori (2008).